# Kastrí (Gorgómylos, Préveza)
Kastrí, en grec moderne : Καστρί, est un village du dème de Zirós, district régional de Préveza, en Épire, Grèce.
Selon le recensement de 2011, la population du village s'élève à 102 habitants.